# Diaphanes harmandi
Diaphanes harmandi là một loài bọ cánh cứng trong họ Đom đóm (Lampyridae). Loài này được Pic miêu tả khoa học năm 1925.